# Société du Caveau

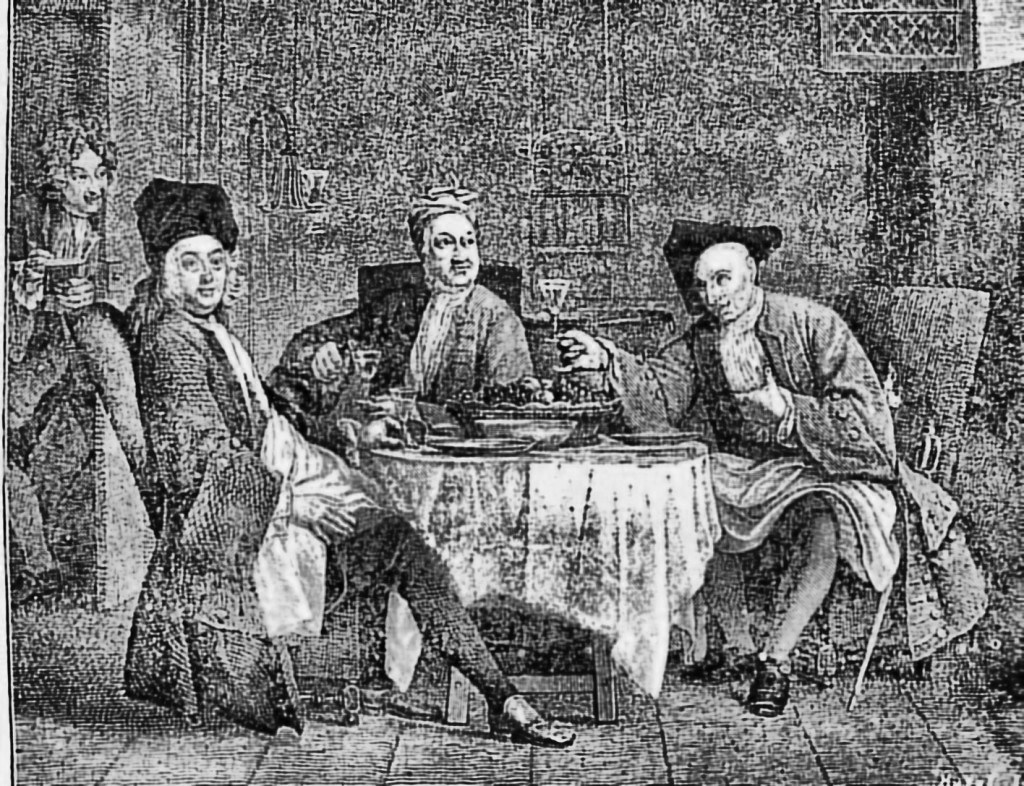
La primera Societé. A la derecha, Pierre Gallet

La Société du Caveau, abreviado «el Caveau», era el nombre de una famosa agrupación parisina de bebedores, cantantes y literatos fundada en 1729 por Pierre Gallet, que se reunía dos veces al mes en una sala del piso inferior (bóveda) de un cabaret en la calle de Buci. En ella participaban personalidades como Alexis Piron y el conde de Caylus.
Desapareció en 1739, pero su nombre fue retomado por otras sociedades diferentes hasta 1939. La tercera se llamó Caveau moderne. La cuarta se denominó inicialmente Les Enfants du Caveau, pero más tarde era conocida simplemente como Caveau. El Caveau de la République, famoso cabaret fundado en 1901, sigue existiendo en París.
También existen otras cinco sociedades análogas que no forman parte de la familia Caveau: les dîners du Vaudeville, la Société épicurienne, Soirées de Momus, Soupers de Momus y Réveil du Caveau.
Estas sociedades eran exclusivamente masculinas, aunque este principio no figuraba en las normas escritas. No obstante, se hicieron algunas excepciones, una para Virginie Déjazet y otra para Thérésa.